# Publi Manli Vopisc
Publi Manli Vopisc (en llatí Publius Manlius Vopiscus) va ser un magistrat romà del segle ii.
Va ser nomenat cònsol durant el regnat de l'emperador Trajà, l'any 114, juntament amb Quint Ninni Hasta. L'esmenten els Fasti. El seu nom complet era Publius Manilius Vopiscus Vicinillianus Lucius Elufrius Julius Quadratus Bassus. La versió curta Publius Manilius Vopiscus apareix en les dates sobre els cònsols. Una inscripció trobada a Tibur mostra que el praenomen de son para era Publius.
Ja de molt jove, Vopiscus va començar la seva carrera comva un dels tresviri monetales, la més prestigiosa de les divisions dels Vigintisexviri.